# Daniëlle van de Donk
Daniëlle van de Donk (pronunciación en neerlandés: /daːniˈɛlə vɑn də dɔnk/; Valkenswaard, Países Bajos; 5 de agosto de 1991) es una futbolista neerlandesa. Juega como centrocampista y su equipo actual es el Olympique de Lyon de la Division 1 de Francia y la Selección de los Países Bajos. En 2017 fue nombrada Caballero de la Orden de Orange-Nassau.

## Clubes

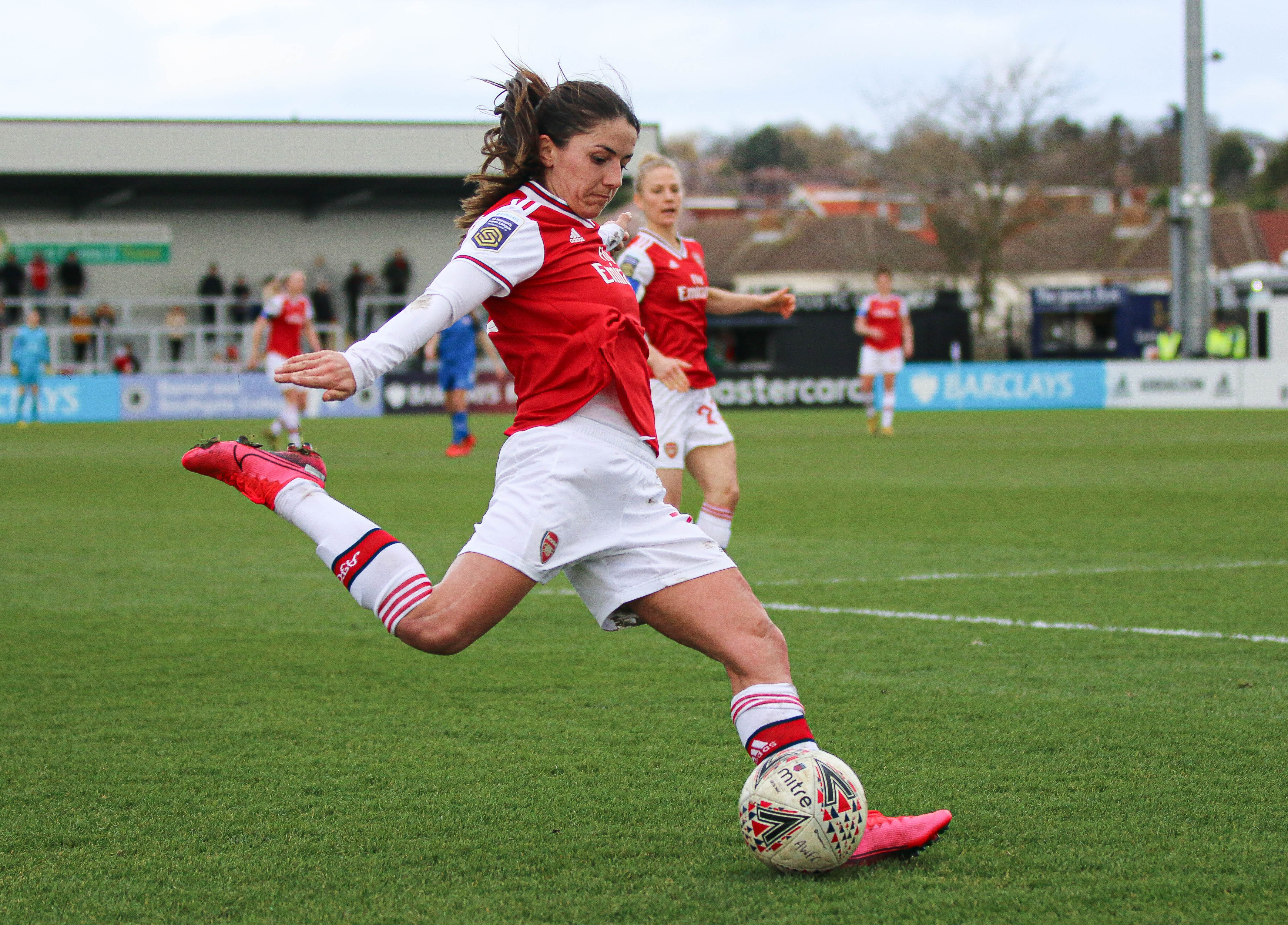
Van de Donk durante un partido con el Arsenal en 2020.

| Club                    | País         | Año       |
| ----------------------- | ------------ | --------- |
| Willem II               | Países Bajos | 2008-2011 |
| VVV-Venlo               | Países Bajos | 2011-2012 |
| PSV-FCE Eindhoven       | Países Bajos | 2012-2015 |
| Kopparbergs/Göteborg FC | Suecia       | 2015      |
| Arsenal                 | Inglaterra   | 2015-2021 |
| Olympique de Lyon       | Francia      | 2021-     |

### Willem II (2008-2011)
Van de Donk debutó en la Eredivisie con el Willem II en 2008 como lateral derecha. Durante su estancia en el equipo, jugó 47 partidos y marcó 5 goles.
En su primer año en el equipo, se rompió el ligamento cruzado anterior, lesión muy común entre las futbolistas. Debido a esto, no pudo volver a jugar en varios meses.

### VVV-Venlo (2011-2012)
Daniëlla se unió al VVV-Venlo en la temporada 2011-12. Jugó 18 partidos y marcó 8 goles. Ese año, el equipo alcanzó el segundo puesto la Copa KNVB. 

### FC Eindhoven (2012-2015)
En la temporada 2012-13, Van de Donk se unió al PSV-FCE Eindhoven en la primera temporada de la Liga BeNe. En este equipo, llegó a la final de la Copa KNVB de 2014. Hizo un total de 53 apariciones para el club, marcando 30 goles.

### Göteborg (2015)
En junio de 2015, Van de Donk fue transferida al Kopparbergs/Göteborg FC de la Damallsvenskan sueca. Jugó 13 partidos y marcó 4 goles.

### Arsenal (2015-2021)
En noviembre de 2015, la neerlandesa firmó un contrato con el Arsenal de la FA WSL. En 2016, ganó la FA Cup tras derrotar en Wembley al Chelsea. En la temporada 2018-19, ayudó al equipo a ganar la FA WSL. 
En marzo de 2019, Van de Donk firmó un contrato indefinido con el Arsenal.

### Olympique de Lyon (2021-2025)
El 21 de junio de 2021 se anunció que Van de Donk había firmado un contrato hasta 2023 con el Olympique de Lyon de la Division 1 de Francia.

## Selección nacional

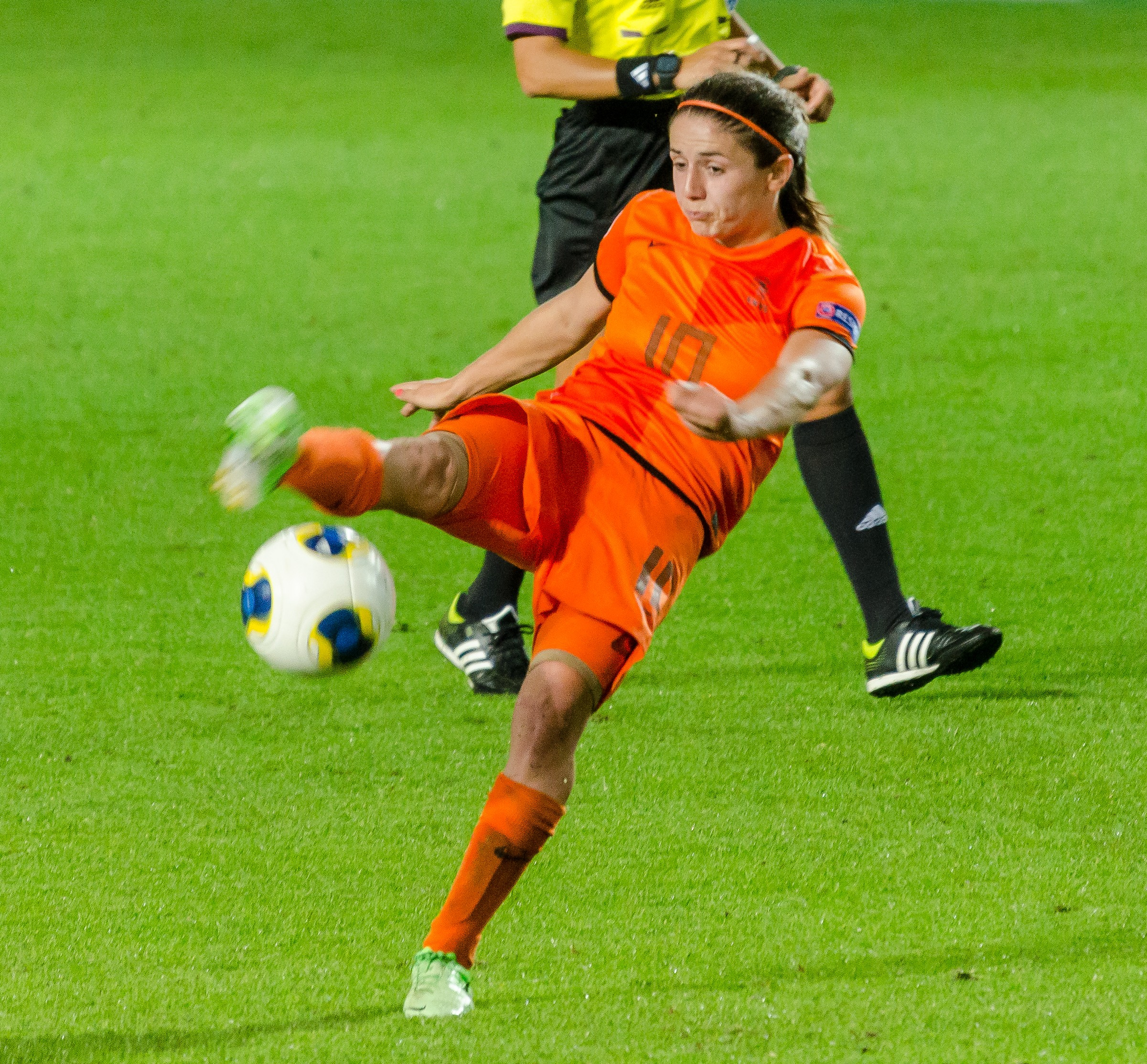
Van de Donk jugando con los Países Bajos en el Campeonato Europeo de 2013.

El 15 de diciembre de 2010, Van de Donk debutó con la Selección de los Países Bajos en el Torneo Internacional de Fútbol Femenino de San Paulo contra México. Marcó su primer gol en la ronda de clasificación para el Campeonato Europeo de 2013 contra Serbia.
En 2015 formó parte del equipo en el Mundial de 2015.
En 2017 participó en la Eurocopa, disputada en los Países Bajos. Marcó un gol contra Inglaterra en la semifinal, y jugó en la final. Tras ganar el campeonato, todas las jugadoras del equipo fueron nombradas Caballeros de la Orden de Orange-Nassau por el ministro Mark Rutte y la ministra de deportes Edith Schippers.
En 2019 fue seleccionada para representar a los Países Bajos en la Copa Mundial Femenina de Fútbol de 2019 en Francia.
El 8 de octubre de 2019 jugó su partido número 100, entrando en el Club de los 100 de la FIFA. El partido fue disputado en el estadio PSV Eindhoven en los Países Bajos contra Rusia. En el minuto 10 fue homenajeada por los espectadores con el cántico "Daantje van de Donk". Dos minutos más tarde marcó su gol número 18.

### Goles
| Gol   | Fecha                    | Lugar                                         | Rival             | Puntuación | Resultado | Competición                                 |
| ----- | ------------------------ | --------------------------------------------- | ----------------- | ---------- | --------- | ------------------------------------------- |
| 1.    | 22 de agosto de 2011     | Hohhot City Stadium, Hohhot, China            | RP China          | 1–0        | 1–1       | Amistoso                                    |
| (2.)* | 1 de junio de 2012       | Woezik, Wijchen, Países Bajos                 | Corea del Norte   | 2–1        | 4–1       | Amistoso                                    |
| 2.    | 20 de junio de 2012      | Stadion Srem Jakovo, Jakovo, Serbia           | Serbia            | 4–0        | 4–0       | Ronda de clasificación Europeo 2013         |
| 3.    | 6 de marzo de 2013       | GSZ Stadium, Larnaca, Chipre                  | Finlandia         | 1–1        | 1–1       | Copa de Chipre 2013                         |
| 4.    | 17 de septiembre de 2014 | Nadderud Stadion, Bekkestua, Noruega          | Noruega           | 2–0        | 2–0       | Ronda de clasificación para el Mundial 2015 |
| 5.    | 20 de mayo de 2015       | Sparta Stadion, Róterdam, Países Bajos        | Estonia           | 2–0        | 7–0       | Amistoso                                    |
| 6.    | 20 de mayo de 2015       | Sparta Stadion, Róterdam, Países Bajos        | Estonia           | 4–0        | 7–0       | Amistoso                                    |
| 7.    | 17 de septiembre de 2015 | De Vijverberg, Doetinchem, Países Bajos       | Bielorrusia       | 3–0        | 8–0       | Amistoso                                    |
| 8.    | 23 de octubre de 2015    | Stade Jean-Bouin, Paris, Francia              | Francia           | 1–0        | 2–1       | Amistoso                                    |
| 9.    | 25 de enero de 2016      | Spice Hotel, Belek, Turquía                   | Dinamarca         | 2–1        | 2–1       | Amistoso                                    |
| 10.   | 8 de julio de 2017       | Sparta Stadion, Róterdam, Países Bajos        | Gales             | 2–0        | 5–0       | Amistoso                                    |
| 11.   | 3 de agosto de 2017      | De Grolsch Veste, Enschede, Países Bajos      | Inglaterra        | 2–0        | 3–0       | Eurocopa 2017                               |
| 12.   | 8 de junio de 2018       | Shamrock Park, Portadown, Irlanda del Norte   | Irlanda del Norte | 2–0        | 5–0       | Ronda de clasificación para el Mundial 2019 |
| 13.   | 9 de abril de 2019       | AFAS Stadion, Alkmaar, Países Bajos           | Chile             | 1–0        | 7–0       | Amistoso                                    |
| 14.   | 9 de abril de 2019       | AFAS Stadion, Alkmaar, Países Bajos           | Chile             | 3–0        | 7–0       | Amistoso                                    |
| 15.   | 9 de abril de 2019       | AFAS Stadion, Alkmaar, Países Bajos           | Chile             | 4–0        | 7–0       | Amistoso                                    |
| 16.   | 9 de abril de 2019       | AFAS Stadion, Alkmaar, Países Bajos           | Chile             | 7–0        | 7–0       | Amistoso                                    |
| 17.   | 3 de septiembre de 2019  | Abe Lenstra Stadion, Heerenveen, Países Bajos | Turquía           | 2–0        | 3–0       | Ronda de clasificación Europeo 2021         |
| 18.   | 8 de octubre de 2019     | Philips Stadion, Eindhoven, Países Bajos      | Rusia             | 1–0        | 2–0       | Ronda de clasificación Europeo 2021         |
| 19.   | 8 de noviembre de 2019   | Doğanlar Stadium, İzmir, Turquía              | Turquía           | 4–0        | 8–0       | Ronda de clasificación Europeo 2021         |
| 20.   | 8 de noviembre de 2019   | Doğanlar Stadium, İzmir, Turquía              | Turquía           | 6–0        | 8–0       | Ronda de clasificación Europeo 2021         |
| 21.   | 8 de noviembre de 2019   | Doğanlar Stadium, İzmir, Turquía              | Turquía           | 7–0        | 8–0       | Ronda de clasificación Europeo 2021         |
| 22.   | 23 de octubre de 2020    | Noordlease Stadion, Groninga, Países Bajos    | Estonia           | 1–0        | 7–0       | Ronda de clasificación Europeo 2021         |
| 23.   | 23 de octubre de 2020    | Noordlease Stadion, Groninga, Países Bajos    | Estonia           | 2–0        | 7–0       | Ronda de clasificación Europeo 2021         |
| 24.   | 27 de octubre de 2020    | Stadiumi Fadil Vokrri, Pristina, Kosovo       | Kosovo            | 1–0        | 6–0       | Ronda de clasificación Europeo 2021         |
| 25.   | 18 de febrero de 2021    | Estadio Rey Balduino, Bruselas, Bélgica       | Bélgica           | 5–1        | 6–1       | Amistoso                                    |
| 26.   | 24 de febrero de 2021    | Stadion De Koel, Venlo, Países Bajos          | Alemania          | 2–1        | 2–1       | Amistoso                                    |
| 27.   | 13 de abril de 2021      | Goffert Stadion, Nimega, Países Bajos         | Australia         | 5–0        | 5–0       | Amistoso                                    |
| 28.   | 15 de junio de 2021      | De Grolsch Veste, Enschede, Países Bajos      | Noruega           | 7–0        | 7–0       | Amistoso                                    |
| 29.   | 21 de septiembre de 2021 | Laugardalsvöllur, Islandia                    | Islandia          | 1–0        | 2–0       | Clasificación para el Mundial 2023          |
| 30.   | 22 de octubre de 2021    | AEK Arena, Lárnaca, Chipre                    | Chipre            | 2–0        | 8–0       | Clasificación para el Mundial 2023          |
| 31.   | 26 de octubre de 2021    | Stadyen Dynama, Minsk, Bielorrusia            | Bielorrusia       | 2–0        | 2–0       | Clasificación para el Mundial 2023          |
| 32.   | 27 de noviembre de 2021  | Městský stadion, Ostrava, República Checa     | República Checa   | 1–1        | 2–2       | Clasificación para el Mundial 2023          |
| 33.   | 13 de julio de 2022      | Leigh Sports Village, Leigh, Inglaterra       | Portugal          | 3–2        | 3–2       | Eurocopa 2022                               |
| 34.   | 11 de noviembre de 2022  | Stadion Galgenwaard, Utrecht, Países Bajos    | Costa Rica        | 1–0        | 4–0       | Amistoso                                    |
| 35.   | 1 de agosto de 2023      | Forsyth Barr Stadium, Dunedin, Nueva Zelanda  | Vietnam           | 5–0        | 7–0       | Mundial 2023                                |

* Nota: Partido no considerado oficial.

### Partidos y goles marcados en Mundiales y Juegos Olímpicos
| Gol                                         | Partido | Fecha     | Ubicación    | Rival          | Alineación        | Min | Puntuación | Resultado        | Competición      |
| ------------------------------------------- | ------- | --------- | ------------ | -------------- | ----------------- | --- | ---------- | ---------------- | ---------------- |
| Mundial de Canadá 2015                      |         |           |              |                |                   |     |            |                  |                  |
|                                             | 1       | 6-6-2015  | Edmonton     | Nueva Zelanda  | Principal         |     |            | 1-0 (PG)         | Fase de grupos   |
|                                             | 2       | 11-6-2015 | Edmonton     | China          | Principal         |     |            | 0-1 (PP)         | Fase de grupos   |
|                                             | 3       | 15-6-2015 | Montreal     | Canadá         | 72' ( Van de Ven) |     |            | 1-1 (PE)         | Fase de grupos   |
|                                             | 4       | 23-6-2015 | Vancouver    | Japón          | 53' ( Van de Ven) |     |            | 1-2 (PP)         | Fase de grupos   |
| Mundial de Francia 2019                     |         |           |              |                |                   |     |            |                  |                  |
|                                             | 5       | 11-6-2019 | Le Havre     | Nueva Zelanda  | Principal         |     |            | 1-0 (PG)         | Fase de grupos   |
|                                             | 6       | 15-6-2019 | Valenciennes | Camerún        | 71' ( Roord)      |     |            | 3-1 (PG)         | Fase de grupos   |
|                                             | 7       | 20-6-2019 | Reims        | Canadá         | 87' ( Jansen)     |     |            | 2-1 (PG)         | Fase de grupos   |
|                                             | 8       | 25-6-2019 | Rennes       | Japón          | 87' ( Roord)      |     |            | 2-1 (PG)         | Octavos de final |
|                                             | 9       | 29-6-2019 | Valenciennes | Italia         | Principal         |     |            | 2-0 (PG)         | Cuartos de final |
|                                             | 10      | 6-7-2019  | Niza         | Suecia         | Principal         |     |            | 1-0 (PG)         | Semifinales      |
|                                             | 11      | 7-7-2019  | Lyon         | Estados Unidos | Principal         |     |            | 2-0 (PP)         | Final            |
| Tokio Fútbol Femenino Juegos Olímpicos 2020 |         |           |              |                |                   |     |            |                  |                  |
|                                             | 12      | 21-7-2021 | Rifu         | Zambia         | 72' ( Pelova)     |     |            | 10-3 (PG)        | Fase de grupos   |
|                                             | 13      | 24-7-2021 | Rifu         | Brasil         | Principal         |     |            | 3-3 (PE)         | Fase de grupos   |
|                                             | 14      | 27-7-2021 | Yokohama     | China          | 62' ( Miedema)    |     |            | 8-2 (PG)         | Fase de grupos   |
|                                             | 15      | 30-7-2021 | Yokohama     | China          | Principal         |     |            | 2-2 (4-2 p) (PP) | Cuartos de final |
| / Mundial de Australia/Nueva Zelanda 2023   |         |           |              |                |                   |     |            |                  |                  |
|                                             | 16      | 23-7-2023 | Dunedin      | Portugal       | 80' ( Egurrola)   |     |            | 1-0 (PG)         | Fase de grupos   |
|                                             | 17      | 27-7-2023 | Wellington   | Estados Unidos | Principal         |     |            | 1-1 (PE)         | Fase de grupos   |
| 1                                           | 18      | 1-8-2023  | Dunedin      | Vietnam        | 46' ( Kaptein)    | 45  | 5-0        | 7-0 (PG)         | Fase de grupos   |
|                                             | 19      | 6-8-2023  | Sídney       | Sudáfrica      | 75' ( Egurrola)   |     |            | 2-0 (PG)         | Octavos de final |

### Partidos y goles marcados en Campeonatos Europeos
| Gol           | Partido | Fecha     | Ubicación  | Rival      | Alineación        | Min | Puntuación | Resultado | Competición      |
| ------------- | ------- | --------- | ---------- | ---------- | ----------------- | --- | ---------- | --------- | ---------------- |
| Eurocopa 2013 |         |           |            |            |                   |     |            |           |                  |
|               | 1       | 11-7-2013 | Växjö      | Alemania   | Principal         |     |            | 0-0 (PE)  | Fase de grupos   |
|               | 2       | 14-7-2013 | Kalmar     | Noruega    | 77' ( Versteegt)  |     |            | 0-1 (PP)  | Fase de grupos   |
|               | 3       | 17-7-2013 | Växjö      | Islandia   | Principal         |     |            | 0-1 (PP)  | Fase de grupos   |
| Eurocopa 2017 |         |           |            |            |                   |     |            |           |                  |
|               | 4       | 17-7-2017 | Utrecht    | Noruega    | 90+1' ( Roord)    |     |            | 1-0 (PG)  | Fase de grupos   |
|               | 5       | 20-7-2017 | Róterdam   | Dinamarca  | Principal         |     |            | 1-0 (PG)  | Fase de grupos   |
|               | 6       | 24-7-2017 | Tilburgo   | Bélgica    | 75' ( Zeeman)     |     |            | 2-1 (PG)  | Fase de grupos   |
|               | 7       | 29-7-2017 | Doetinchem | Suecia     | Principal         |     |            | 2-0 (PG)  | Cuartos de final |
| 1             | 8       | 3-8-2017  | Enschede   | Inglaterra | 90+1' ( Roord)    | 62  | 3-0        | 3-0 (PG)  | Semifinales      |
|               | 9       | 6-8-2017  | Enschede   | Dinamarca  | Principal         |     |            | 4-2 (PG)  | Final            |
| Eurocopa 2022 |         |           |            |            |                   |     |            |           |                  |
|               | 10      | 9-7-2022  | Sheffield  | Suecia     | Principal         |     |            | 1-1 (PE)  | Fase de grupos   |
| 2             | 11      | 13-7-2022 | Wigan      | Portugal   | Principal         | 62  | 3-2        | 3-2 (PG)  | Fase de grupos   |
|               | 12      | 17-7-2022 | Sheffield  | Suiza      | 90+6' ( Egurrola) |     |            | 4-1 (PG)  | Fase de grupos   |
|               | 13      | 23-7-2022 | Rotherham  | Francia    | 72' ( Brugts)     |     |            | 0-1 (PP)  | Cuartos de final |

## Estadísticas
Actualizado a los partidos jugados el 1 de junio de 2022
| Temporada        | Club                    | Competición      | Liga      | Liga      | Copas     | Copas     | Copas Internacionales | Copas Internacionales | Total     | Total     |
| Temporada        | Club                    | Competición      | Partidos  | Goles     | Partidos  | Goles     | Partidos              | Goles                 | Partidos  | Goles     |
| ---------------- | ----------------------- | ---------------- | --------- | --------- | --------- | --------- | --------------------- | --------------------- | --------- | --------- |
| 2008-10          | Willem II               | Eredivisie       | Sin datos | Sin datos | Sin datos | Sin datos | Sin datos             | Sin datos             | Sin datos | Sin datos |
| 2009–10          | Willem II               | Eredivisie       | 7         | 0         | –         | –         | –                     | –                     | 7         | 0         |
| 2010-11          | Willem II               | Eredivisie       | 21        | 4         | –         | –         | –                     | –                     | 21        | 4         |
| Total de club    | Total de club           | Total de club    | 29        | 4         | -         | -         | -                     | -                     | 29        | 4         |
| 2011-12          | VVV-Venlo               | Eredivisie       | 18        | 8         | –         | –         | –                     | –                     | 18        | 8         |
| Total de club    | Total de club           | Total de club    | 18        | 8         | -         | -         | -                     | -                     | 18        | 8         |
| 2012–13          | PSV-FCE Eindhoven       | Liga BeNe        | 27        | 14        | –         | –         | –                     | –                     | 27        | 14        |
| 2013–14          | PSV-FCE Eindhoven       | Liga BeNe        | 21        | 12        | –         | –         | –                     | –                     | 21        | 12        |
| 2014–15          | PSV-FCE Eindhoven       | Liga BeNe        | 18        | 10        | –         | –         | –                     | –                     | 18        | 10        |
| Total de club    | Total de club           | Total de club    | 66        | 36        | -         | -         | -                     | -                     | 66        | 36        |
| 2015             | Kopparbergs/Göteborg FC | Damallsvenskan   | 13        | 4         | 1         | 0         | –                     | –                     | 14        | 4         |
| Total de club    | Total de club           | Total de club    | 13        | 4         | 1         | 0         | -                     | -                     | 14        | 4         |
| 2016             | Arsenal                 | FA WSL           | 15        | 3         | 3         | 0         | –                     | –                     | 18        | 3         |
| Spring Series    | Arsenal                 | FA WSL           | 8         | 2         | –         | –         | –                     | –                     | 8         | 2         |
| 2017–18          | Arsenal                 | FA WSL           | 18        | 5         | 8         | 1         | –                     | –                     | 26        | 6         |
| 2018–19          | Arsenal                 | FA WSL           | 19        | 11        | 8         | 2         | -                     | -                     | 27        | 13        |
| 2019–20          | Arsenal                 | FA WSL           | 15        | 5         | 9         | 4         | 5                     | 3                     | 29        | 12        |
| 2020–21          | Arsenal                 | FA WSL           | 21        | 2         | 5         | 2         | —                     | —                     | 24        | 2         |
| Total de club    | Total de club           | Total de club    | 96        | 28        | 33        | 9         | 5                     | 3                     | 134       | 40        |
| 2021-22          | Olympique de Lyon       | Division 1       | 9         | 3         | 0         | 0         | 5                     | 1                     | 13        | 3         |
| 2022-23          | Olympique de lyon       | división 1       | 19        | 5         | 0         | 0         | 0                     | 0                     |           |           |
| 2023-24          | Olympique de lyon       | división 1       | 20        | 4         | 0         | 0         | 10                    | 4                     |           |           |
| Total de club    | Total de club           | Total de club    | 48        | 12        | 0         | 0         | 15                    | 5                     | 63        | 17        |
| Total de carrera | Total de carrera        | Total de carrera | 281       | 95        | 33        | 9         | 25                    | 9                     | 339       | 113       |

## Palmarés

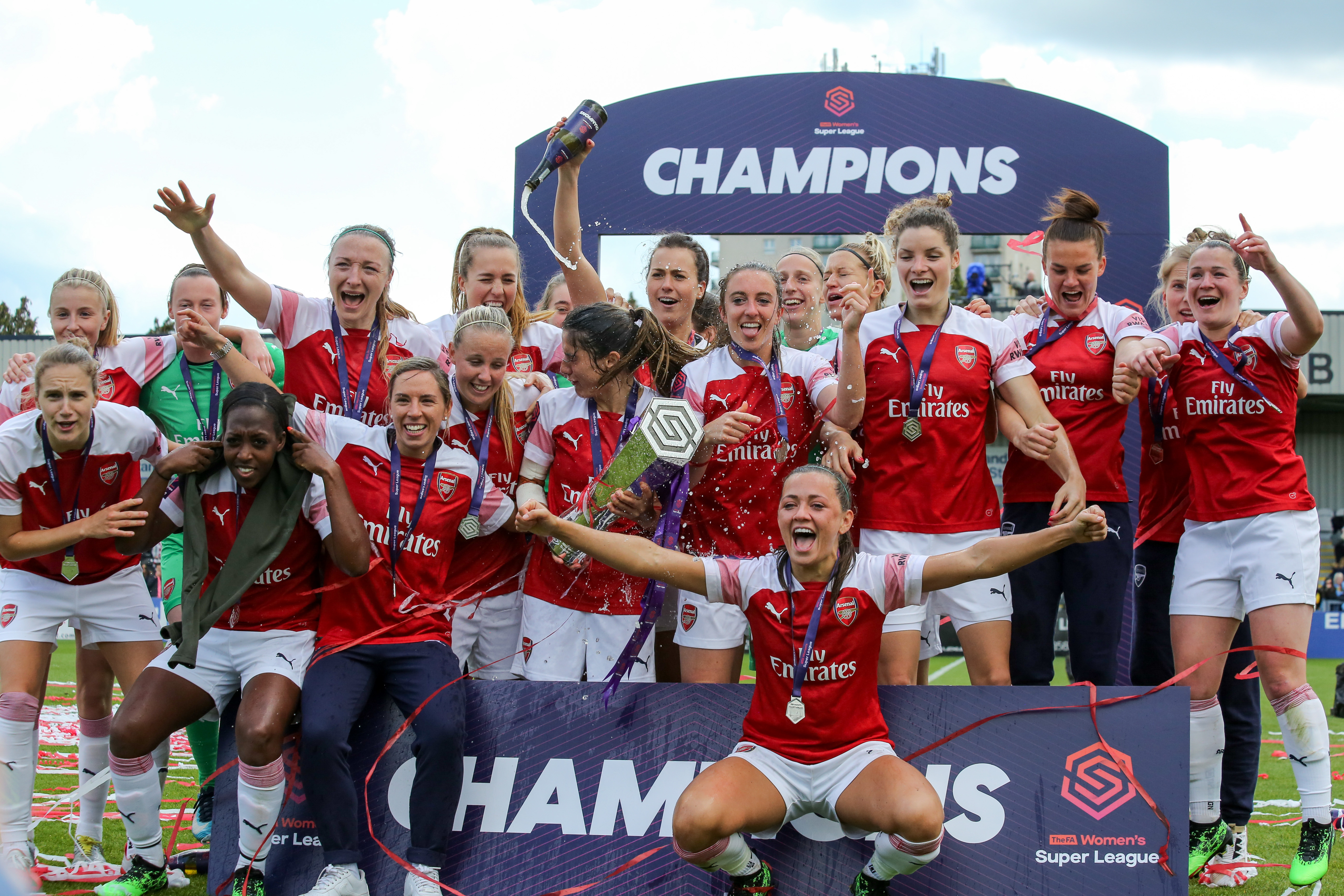
Van de Donk (sosteniendo el trofeo) celebrando el título de liga en 2019.

### Club

#### VVV-Venlo
- Copa KNVB: subcampeón (2012)

#### PSV/FC Eindhoven
- Copa KNVB: subcampeón (2014)

#### Arsenal
- Women's FA Cup: 2015-16[43]
- FA WSL Cup: 2017-18[44]
- FA WSL: 2018-19[45]

### Internacional
- Eurocopa: 2017
- Copa de Algarve: 2018[46]
- Mundial: 2019 (subcampeona)

## Vida privada
Van de Donk estudió en el Johan Cruyff Institute de Ámsterdam. Debido a su ocupada agenda como deportista profesional, se le permitió hacer el grado de gestión deportiva y marketing en ocho años y a distancia, solo presentándose a los exámenes. En 2020 se graduó de dicha academia.
Actualmente, Van de Donk se encuentra en una relación con la futbolista australiana Ellie Carpenter.